# Pilogalumna tenuiclava
Pilogalumna tenuiclava är en kvalsterart som först beskrevs av Berlese 1908.  Pilogalumna tenuiclava ingår i släktet Pilogalumna och familjen Galumnidae.

## Underarter
Arten delas in i följande underarter:
- P. t. tenuiclava
- P. t. halli
- P. t. hispida